# Copa das Confederações da CAF de 2011 - Fase de Grupos
Os jogos da Fase de Grupos da Copa das Confederações da CAF 2011 estão programados para ocorrer entre julho e setembro de 2011. As jornadas são: 15-17 de julho, 29-31 de julho, 12-14 de agosto, 26-28 de agosto, 09-11 de setembro e 16-18 de setembro.
A fase de grupos conta com as oito equipes vencedoras do play-off. Eles foram divididos em dois grupos de quatro, onde eles irão jogar entre si em jogos de ida e volta. As duas melhores equipes de cada grupo avançam para as semi-finais.

## Grupos
A ordem de classificação usada quando duas ou mais equipes têm igual número de pontos é:
1. Número de pontos obtidos nos jogos entre as equipes em questão;
2. Diferença de gols nos jogos entre as equipes em questão;
3. Gols marcados nos jogos entre as equipes em questão;
4. Gols marcados fora nos jogos entre as equipas em questão;
5. Diferença de gols em todos os jogos;
6. Gols marcados em todos os jogos;
7. Sorteio.

### Grupo A
| Equipe        | Pts | J | V | E | D | GP | GC | SG |
| ------------- | --- | - | - | - | - | -- | -- | -- |
| Club Africain | 11  | 6 | 3 | 2 | 1 | 6  | 3  | +3 |
| Inter Luanda  | 10  | 6 | 3 | 1 | 2 | 8  | 6  | +2 |
| ASEC Mimosas  | 7   | 6 | 2 | 1 | 3 | 5  | 6  | −1 |
| Kaduna United | 5   | 6 | 1 | 2 | 3 | 5  | 9  | −4 |

| 16 de julho de 2011 | Kaduna United | 1 – 1     | Inter Luanda      | Kaduna Township Stadium, Kaduna |
| 14:00 UTC+1         | Ali Adamu 60' | Relatório | Patrick Lembo 89' | Árbitro: GAB Eric Otogo         |

| 17 de julho de 2011 | ASEC Mimosas        | 1 – 1     | Club Africain      | Stade Félix Houphouët-Boigny, Abidjan |
| 15:30 UTC+0         | Hugues Zagbayou 62' | Relatório | Hamza Messaïdi 72' | Árbitro: MAR Bouchaib El Ahrach       |

| 31 de julho de 2011 | Inter Luanda          | 1 – 0     | ASEC Mimosas | Estádio Joaquim Dinis, Luanda |
| 16:30 UTC+1         | José Gomes Capuco 28' | Relatório |              |                               |

| 31 de julho de 2011 | Club Africain | 0 – 0     | Kaduna United | Stade El Menzah, Tunis |
| 22:00 UTC+1         |               | Relatório |               |                        |

| 13 de agosto de 2011 | Club Africain                                  | 2 – 0     | Inter Luanda | Stade El Menzah, Tunis |
| 22:00 UTC+1          | Mohamed Yacoubi 32' · Braulio Diniz 55' (g.c.) | Relatório |              |                        |

| 14 de agosto de 2011 | ASEC Mimosas                          | 2 – 1     | Kaduna United     | Stade Félix Houphouët-Boigny, Abidjan |
| 15:30 UTC+0          | Kouakou Irenee 46' · Brefo Mensah 69' | Relatório | Mohamed Abdul 66' |                                       |

| 28 de agosto de 2011 | Kaduna United                    | 2 – 1     | ASEC Mimosas                | Kaduna Township Stadium, Kaduna |
| 16:30 UTC+1          | Jude Aneke 30' · Siman Yusuf 60' | Relatório | Olanrewaju Kayode 70' (pên) |                                 |

| 28 de agosto de 2011 | Inter Luanda            | 2 – 1     | Club Africain      | Estádio Joaquim Dinis, Luanda |
| 19:00 UTC+1          | Manucho Barros 77', 88' | Relatório | Hamza Messaïdi 68' |                               |

| 11 de setembro de 2011 | Inter Luanda                                    | 4 – 1     | Kaduna United  | Estádio Joaquim Dinis, Luanda |
| 15:30 UTC+1            | Capuco 9', 73' · Pingo 45' · Manucho Barros 55' | Relatório | Jude Aneke 83' |                               |

| 11 de setembro de 2011 | Club Africain     | 1 – 0     | ASEC Mimosas | Stade El Menzah, Tunis |
| 18:00 UTC+1            | Aymen Soltani 60' | Relatório |              |                        |

| 18 de setembro de 2011 | Kaduna United | 0 – 1     | Club Africain          | Kaduna Township Stadium, Kaduna |
| 15:00 UTC+1            |               | Relatório | Chaker Rguii 45' (pên) |                                 |

| 18 de setembro de 2011 | ASEC Mimosas        | 1 – 0     | Inter Luanda | Stade Félix Houphouët-Boigny, Abidjan |
| 14:00 UTC+0            | Hugues Zagbayou 28' | Relatório |              |                                       |

### Grupo B
| Equipe         | Pts | J | V | E | D | GP | GC | SG |
| -------------- | --- | - | - | - | - | -- | -- | -- |
| Maghreb Fez    | 14  | 6 | 4 | 2 | 0 | 8  | 2  | +6 |
| Sunshine Stars | 11  | 6 | 3 | 2 | 1 | 6  | 3  | +3 |
| Motema Pembe   | 8   | 6 | 2 | 2 | 2 | 5  | 6  | −1 |
| JS Kabylie     | 0   | 6 | 0 | 0 | 6 | 1  | 9  | −8 |

| 16 de julho de 2011 | Sunshine Stars                   | 2 – 0     | Motema Pembe | Gateway Stadium, Ijebu Ode        |
| 16:00 UTC+1         | Dayo Ojo 55' · Ajani Ibrahim 90' | Relatório |              | Árbitro: MAD Nampiandrarza Hamada |

| 16 de julho de 2011 | Maghreb Fez              | 1 – 0     | JS Kabylie | Fes Stadium, Fes                |
| 20:00 UTC+1         | Chemseddine Chetaibi 85' | Relatório |            | Árbitro: TUN Mohamed Said Kordi |

| 29 de julho de 2011 | JS Kabylie       | 1 – 2     | Sunshine Stars                  | Stade 5 Juillet 1962, Argel |
| 21:00 UTC+1         | Salim Hanifi 18' | Relatório | Lanre Emmanuel 36' · Alunda 74' |                             |

| 31 de julho de 2011 | Motema Pembe      | 1 – 1     | Maghreb Fez           | Stade des Martyrs, Kinshasa |
| 14:00 UTC+1         | Tusilu Bazola 30' | Relatório | El Mehdi El Bassi 70' |                             |

| 12 de agosto de 2011 | JS Kabylie | 0 – 2     | Motema Pembe                   | Stade 5 Juillet 1962, Argel |
| 22:00 UTC+1          |            | Relatório | Ilongo Ngasanya 34' (pên), 68' |                             |

| 13 de agosto de 2011 | Maghreb Fez           | 1 – 0     | Sunshine Stars | Fes Stadium, Fes |
| 22:00 UTC+0          | Abdelhadi Halhoul 29' | Relatório |                |                  |

| 27 de agosto de 2011 | Motema Pembe                                | 2 – 0     | JS Kabylie | Stade des Martyrs, Kinshasa |
| 14:00 UTC+1          | Inasawa Nfumu 80' (pên) · Ngandu Junior 88' | Relatório |            |                             |

| 27 de agosto de 2011 | Sunshine Stars    | 1 – 1     | Maghreb Fez            | Gateway Stadium, Ijebu Ode |
| 16:30 UTC+1          | Ajani Ibrahim 90' | Relatório | Chemseddine Chtibi 51' |                            |

| 10 de setembro de 2011 | JS Kabylie | 0 – 1     | Maghreb Fez           | Stade 5 Juillet 1962, Argel |
| 21:00 UTC+1            |            | Relatório | Hamza Abourazzouk 55' |                             |

| 11 de setembro de 2011 | Motema Pembe | 0 – 0     | Sunshine Stars | Stade des Martyrs, Kinshasa |
| 14:00 UTC+1            |              | Relatório |                |                             |

| 17 de setembro de 2011 | Sunshine Stars    | 1 – 0     | JS Kabylie | Gateway Stadium, Ijebu Ode |
| 16:00 UTC+1            | Ajani Ibrahim 11' | Relatório |            |                            |

| 17 de setembro de 2011 | Maghreb Fez                                                                      | 3 – 0     | Motema Pembe | Fes Stadium, Fes |
| 15:00 UTC+0            | Hamza Abourazzouk 10' · Chemseddine Chtibi 69' (pên) · Mohammed Ali Bamaamar 74' | Relatório |              |                  |